# Сідья Туре
Сідья Туре (нар. 1945) — гвінейський політичний діяч, прем'єр-міністр країни з 1996 до 1999 року. Нині є лідером опозиційної партії Об'єднані республіканські сили.

## Життєпис
Певний час проживав у вигнанні у Кот д'Івуарі. Був призначений на пост прем'єр-міністра президентом Лансаною Конте. Став першим прем'єр-міністром після відновлення посади з 1984 року.
Після залишення уряду Туре став лідером опозиції.
Разом із іншими крупними лідерами опозиції, Туре на початку листопада 2003 року заявив, що буде бойкотувати чергові президентські вибори, оскільки мав підозри, що вони не будуть вільними та справедливими.
Наприкінці 2003 Туре організував мітинг у Конакрі, після чого спалахнули студентські бунти, а в результаті Туре був затриманий і допитаний. Наприкінці квітня 2004 його було заарештовано на одну ніч. Був звинувачений у змові з метою повалення уряду, та, хоч його і звільнили під заставу, але заборонили займатись політичною діяльністю та виїжджати за кордон. Апеляційний суд зняв з нього звинувачення у липні 2004.
Брав участь у протестах 2009 року, спрямованих проти намірів лідера хунти Мусси Даді Кмари висунути свою кандидатуру на чергових президентських виборах. Військовики атакували протестувальників та вбили багатьох із них. Туре зазнав важкої черепно-мозкової травми та був шпиталізований. Хоча хунта заборонила опозиціонерам спілкуватись із пресою, Туре вдалось зателефонувати до редакції «Фокусу Африки» з ванни у шпиталі та надати власне бачення подій. 29 вересня Туре був звільнений з-під варти.
Висунув свою кандидатуру на президентських виборах 2010 року. Він був одним з головних претендентів на пост глави держави, проте посів лише третє місце, здобувши 13,62% голосів виборців. Спочатку він намагався оскаржити результати, але після їх підтвердження Верховним судом Туре також публічно визнав їх.
У вересні 2021 року Сідія Туре повернулася до Гвінеї після 10 місяців заслання в Європу..